# Nervilia palawensis
Nervilia palawensis là một loài thực vật có hoa trong họ Lan. Loài này được Schltr. mô tả khoa học đầu tiên vào năm 1921.